# Flagge der Pitcairninseln
Die Flagge der Pitcairninseln basiert, wie die Flaggen der meisten Britischen Überseegebiete, auf der Blue Ensign.

## Beschreibung und Bedeutung
Der Union Jack in der Gösch weist auf die Zugehörigkeit zum Vereinigten Königreich hin. Auf dem Flugteil findet sich das Wappen der Pitcairninseln, es zeigt die Bounty-Bibel (heute im kleinen Museum von Adamstown zu sehen) sowie den Anker der Bounty.

## Geschichte
Obwohl die Pitcairninseln seit Dezember 1970 ein eigenständig verwaltetes Territorium sind, hatten sie zunächst keine eigene Flagge. Im Dezember 1980 verabschiedete der Inselrat von Pitcairn den Entwurf ihrer zukünftigen Flagge. Die Flagge wurde dann am 2. April 1984 durch Königin Elisabeth II. offiziell anerkannt und im Mai erstmals auf Pitcairn gesetzt.

## Weitere Flaggen Pitcairns
Als Handelsflagge wird die Red Ensign ohne Wappen verwendet. Die Flagge des Gouverneurs folgt der üblichen Form, einem Union Jack, mit dem Wappen des Territoriums auf einer umkranzten Scheibe im Zentrum.

Handelsflagge
1:2 Flagge des Gouverneurs der Pitcairninseln